# Jean-Claude Kella
Jean-Claude Kella, né le 13 août 1945 à Toulon et mort le 8 juillet 2014 à Nice, est un criminel de la French Connection, ayant passé un total de 25 années en prison. Il est surnommé « Yeux bleus » ou « Le diable ».

## Jeunesse
Né en 1945 à Toulon dans le quartier de « Chicago », il y a passé toute sa jeunesse. Destiné à devenir coiffeur comme son cousin, il a, alors qu'il est apprenti dans le quartier de la Loubière, une altercation avec son patron alsacien, pour lui avoir pris son pourboire de 10 francs, ce qui lui fait changer de voie. Kella l'ayant frappé se voit banni de la profession à Toulon. Il commence à emprunter le chemin de la délinquance par le vol et le cambriolage de villas cossues,. En 1963, à dix-huit ans, il connaît sa première condamnation, pour recel. Le 24 mai 1966, il essuie une fusillade avec l'antigang pendant le casse de la société Coronis, Boulevard des Batignolles. Blessé et arrêté, Kella est relâché par erreur en 1967. C'est à cette période que le toulonnais rencontre Laurent Fiocconi. Avec ce dernier, il va commettre quelques braquages avant de devenir passeur dans la French Connection à la fin des années 1960.

## Contexte de la French Connection
Dans les années 1960, la drogue n'était pas diabolisée comme aujourd'hui en France. Seule l'élite prenait de l'héroïne du fait de son coût prohibitif. Le trafic de stupéfiants n'était pas considéré comme un délit grave. Il n'était punissable que de 5 ans d'emprisonnement. Le vol ou le braquage étaient plus sévèrement réprimés. Ce n'est qu'au début des années 1970 avec la prise de conscience de l'administration Nixon aux États-Unis et Pompidou en France que la législation se durcit en France.
Les États-Unis virent la consommation d'héroïne exploser lorsque les soldats américains revenaient du Viêt Nam. Huit soldats sur 10 se piquaient.

## « Yeux bleus » et la French Connection
En 1968, ils font la rencontre du caïd marseillais Francis le Belge. Le Belge a de l'argent à investir dans l'héroïne.
Lors d'un séjour en Espagne, Kella rencontre de nombreux voyous qui s'adonnent au trafic de drogue. Kella, ayant des facilités dans le maniement des langues, se voit proposer de faire le relais aux États-Unis pour un gigantesque trafic d'héroïne : La French Connection. Il s'y rend avec un faux passeport. Sur place, il rencontre certains des principaux chefs mafieux des Cinq Familles de New-York, dont notamment Vito Genovese, parrain de la famille Genovese. Il est en contact avec Louis Cirillo, capo de la famille Genovese et meilleur contact pour un trafic international. Il constate que les moyens mis à disposition (hommes, matériels, argent, quantité) sont beaucoup plus importants qu'en France.
À cette époque, toutes les organisations criminelles voulaient être en relation avec les français car les chimistes qui raffinaient le produit étaient les meilleurs. Par exemple Jo Cesari faisait une héroïne pure à plus de 90 %. Pour envoyer la drogue aux États-Unis, ils vont utiliser un bateau. Ceci découlera sur l'affaire du "Caprice des temps".
Mais entretemps, le duo Kella et Fiocconi continuent à faire des affaires avec la bande du Belge en Espagne. Mais en 1968, le groupe est arrêté à Gérone pour trafic de drogue et libéré peu de temps après. La majorité des envois sont destinées à Louis Cirillo. 

## L'affaire du thonier "Caprice des Temps"
Le bateau "Caprice des Temps", un thonier de vingt mètres a été offert à Marcel Boucan par un lointain oncle de Fiocconi, Alexandre Orsatelli. Ce dernier recherche un capitaine pour transporter des cargaisons de drogue à travers l'Atlantique. Mais en avril 1969, Kella et Fiocconi sont arrêtés aux États-Unis. Le duo, dénoncé par des passeurs, s'y trouvait pour superviser un petit arrivage. Leur caution est fixée à 200 000 $ et elle est immédiatement payée par, semble-t-il par Orsatelli et par un autre oncle de Fiocconi, Dominique Giudicelli, qui est l'un des principaux organisateurs de la filière du "Caprice des Temps". Fiocconi et Kella quittent les États-Unis pour rejoindre le Canada et ils regagnent la France sous de fausses identités. Une habitude qu'ils garderont désormais pour ne pas attirer l'attention des autorités. Le duo travaille en parallèle avec un marseillais de Paris qui les contacte en août 1969.
En avril 1970, le premier voyage du "Caprice des Temps" a lieu. En plus de Fiocconi et Kella, Francis le Belge, Dominique Giudicelli, Alexandre Orsatelli et Jo Signoli y auraient pris part de manière importante. Durant ce voyage, le "Caprice des Temps" quitte les Sables-d'Olonne avec à son bord, caché dans une coque spécialement aménagée, une centaine de kilos d'héroïne. Le bateau piloté par Marcel Boucan, atteint les Canaries puis Pointe-à-Pitre, et enfin les côtes de Floride. Sur place, le bateau est amené sur un chantier de construction navale. Là, Fiocconi et Kella livrent la babania aux acheteurs américains. La marchandise est ensuite transportée dans des voitures bourrées de poudre par des passeurs français.
Grâce aux sommes amassées, Kella et Fiocconi flambent en boite de nuit et roulent en Ferrari et Maserati. Leur premier million, Fiocconi, 28 ans et Kella le fêtent en 1970 en Italie, en compagnie d'autres voyous. Le premier voyage du Caprice des Temps a rapporté huit millions $.

## Chute et incarcération
Kella est arrêté à 25 ans et condamné à neuf ans de prison dans un quartier de haute sécurité à Atlanta, aux États-Unis. C'est à cette occasion qu'il constate la dureté des conditions d'incarcération dans les prisons américaines par rapport aux prisons françaises. Il déclare : « Les prisons françaises sont un pensionnat de jeunes filles par rapport aux prisons américaines ». Il dit avoir ressenti un sentiment de violence et d'insécurité constante. Il décrit les meurtres, bagarres sauvages, viols, racket, trafic, lutte raciale.

## Condamnations et libérations
Il est libéré en 1979 à l'âge de 34 ans après le paiement d'une caution de 700 000 $. Il retourne à Toulon où il continue ses affaires. En 1988, il est arrêté au Mexique pour un trafic de coke portant sur une quantité de 700 kilos. En 1992, il est relaxé dans cette affaire. En 1993, il est libéré contre une caution de 800 000 francs fixée après la dénonciation de François Scapula.
En 1998, il est arrêté dans le cadre de l'Affaire Topaze. C'est une affaire de trafic de cannabis entre le Maroc et le sud-est de la France et de cocaïne transitant par le Brésil entre 1996 et 1998. Dans cette affaire, sont impliqués Francis le Belge, Antoine Cossu et les frères Perletto. Il est condamné à 15 ans de prison. Depuis septembre 2009, il est sorti de sa période de liberté conditionnelle. Il est libre. Il meurt d'un cancer des poumons le 8 juillet 2014.